# La lunga ombra del cipresso
La lunga ombra del cipresso (in spagnolo La sombra del ciprés es alargada) è il primo romanzo di Miguel Delibes, pubblicato nel 1948 e vincitore del Premio Nadal l'anno precedente.
Nel 1990 venne realizzato un film basato sul libro.
La narrazione del romanzo è tradizionale in quanto ad andatura e ricorsi espressivi, la storia si sviluppa in una Avila non protetta dalle sue mura, ma chiusa da esse.

## Trama
La prima parte descrive la vita del protagonista e narratore, Pedro, quando è ancora bambino. È orfano e suo zio lo affida ad un maestro, il quale gli insegna una visione pessimistica della vita, rafforzata dalla morte del miglior amico di Pedro.
Nella seconda parte, il protagonista è diventato marinaio ed intende fuggire dal pessimismo. Si innamora di una donna, però perde anche lei in seguito ad un incidente. Finalmente trova la consolazione ritornando ad Avila.
Con l'intero romanzo narrato in tono obiettivo, l'autore ci presenta una scena mistica, dominata dal pessimismo e dal sentimento della morte. Nonostante ciò, nella seconda parte del libro (prima che il protagonista perda tutta la speranza su amicizia ed amore) si narra dell'incontro tra Pedro ed una vecchia signora, la quale gli insegnerà il vero significato della vita umana e dell'amore, facendogli assumere una prospettiva più ottimista rispetto all'umanità. Dopo l'incidente che capita alla compagna, il tono del romanzo ritorna inevitabilmente pessimista.
Tornato ad Avila, Pedro va a visitare la tomba del suo amico Alfredo, con il quale in passato divideva la stanza. Lì nel cimitero si ritrova nuovamente sotto l'ombra del cipresso che circonda la tomba.